# Paraepepeotes gigas
Paraepepeotes gigas är en skalbaggsart som först beskrevs av Aurivillius 1897.  Paraepepeotes gigas ingår i släktet Paraepepeotes och familjen långhorningar. Inga underarter finns listade i Catalogue of Life.